# 道の駅裏磐梯
道の駅裏磐梯（みちのえき うらばんだい）は、福島県耶麻郡北塩原村にある国道459号の道の駅である。愛称は裏磐梯ビューパーク。

## 施設
- 駐車場
  - 普通車：57台
  - 大型車：8台
  - 身障者用：3台
- トイレ
  - 男：大 3器（1器）、小 7器（4器）
  - 女：9器（5器）
  - 身障者用：3器（2器）

※（）内は、24時間利用可能
- 公衆電話：有
- 林産物展示販売施設
  - 林産物展示販売コーナー（9:00 - 17:00）
  - 食堂（10:00 - 16:00）
  - 展望台
- 農産物直売所（9:00 - 17:00）※冬期間は休業
- 森のアイス工房（10:00 - 16:00）※冬期間は休業
- 団子屋（10:00 - 16:00）※冬期間は休業

## 休館日
- 冬期間のみ毎週水曜（11月中旬 - 4月中旬）

## アクセス
- 国道459号
  - 福島県道64号会津若松裏磐梯線

## 周辺
- 桧原湖